# Lagunas (Alto Amazonas)
Lagunas ist der Hauptort des Distrikts Lagunas in der Provinz Alto Amazonas der Region Loreto in Nordost-Peru. Lagunas liegt im Amazonastiefland auf einer Höhe von 123 m am rechten Flussufer des Río Huallaga, knapp 50 km oberhalb dessen Mündung in den Río Marañón. Die Kleinstadt zählte beim Zensus 2017 7215 Einwohner. 10 Jahre zuvor lag die Einwohnerzahl bei 7396. Östlich der Stadt befindet sich das Naturschutzgebiet Pacaya-Samiria.